# Système d'information hospitalier
Un système d'information hospitalier (abrégé SIH) est un système d'information appliqué au secteur de la santé, et plus particulièrement aux établissements de santé.

## Définition
Le SIH est un cas particulier de système d'information. 
Selon la Circulaire ministérielle numéro 275 du 6 janvier 1989 du Ministère de la Santé français, le système d'information d’un établissement de santé "[...]peut être défini comme l'ensemble des informations, de leurs règles de circulation et de traitement nécessaires à son fonctionnement quotidien, à ses modes de gestion et d'évaluation ainsi qu'à son processus de décision stratégique ." Cette définition réglementaire est cependant plus restrictive que les définitions de référence des systèmes d'information, car elle exclut implicitement les organisations et processus implémentés. Le SIH est une des composantes du système d'information de santé.

« Le système d'information hospitalier est inséré dans l'organisation "hôpital" en perpétuelle évolution; il est capable, selon des règles et modes opératoires prédéfinis, d'acquérir des données, de les évaluer, de les traiter par des outils informatiques ou organisationnels, de distribuer des informations contenant une forte valeur ajoutée à tous les partenaires internes ou externes de l'établissement, collaborant à une œuvre commune orientée vers un but spécifique, à savoir la prise en charge d'un patient et le rétablissement de celui-ci. »

## Les organisations concernées
Le terme "SIH" renvoie explicitement au système d'information interne à une organisation de santé. Les établissements visés sont typiquement :
- les hôpitaux,
- les cliniques,

Il est moins fréquent, et probablement abusif, de parler de système d'information hospitalier pour d'autres types d'organisations de santé, bien que celles-ci soient également dotées de système d'information :
- les centres de radiologie,
- les centres d'analyses,
- les centres de soins,
- les cabinets médicaux.

## Les acteurs
Ce sont :
- les patients ;
- les professionnels de la santé ;
- le personnel soignant ;
- le personnel médico-technique : manipulateurs en électroradiologie, laborantins, etc.
- le personnel des services : cuisiniers, etc.
- le personnel administratif ;
- les acteurs institutionnels tels que les financeurs (assurances maladie, par exemple) et les organismes de régulation de l'offre de soins (agences régionales de Santé en France, par exemple) ;
- les industriels de la filière informatique de santé (voir lien externe infra « LESISS »)

## Les différents utilisateurs du SIH
Quel que soit son métier, l’utilisateur informatique présente des caractéristiques dont il va falloir tenir compte en termes de management : 
- Il est inquiet face à l’outil informatique. Pour rassurer, il faudra former les utilisateurs. Le formateur devra être au fait des réalités de terrain et avoir une bonne connaissance du logiciel. « Le formateur a le devoir d’apporter non seulement une connaissance, mais aussi un sentiment positif  »,
- Il a une bonne connaissance de son travail qui devra être traduit en solutions informatiques par une bonne évaluation des priorités. Les solutions devront être fonctionnelles,
- Il n’a pas de temps à perdre avec l’informatique qui devra donc lui être compréhensible, utile et utilisable par lui,
- Il faut lui laisser l’analyse des fonctionnalités et tenir compte de ses remarques,
- Il a une vision centrée sur ses préoccupations personnelles ; il utilise peu les informations saisies par les autres, il fournit peu ses données ; il faudra favoriser les échanges inter-services et il faudra imposer l’idée d’un capital collectif de l’hôpital  à partager et à enrichir collectivement,
- Il a une vision informatique à court terme et purement utilitaire, il faut l’aider à mesurer les impacts de son organisation et rester positif face au changement,
- Il attend une prise en charge globale, « aidez l’utilisateur à finir son projet, ne l’aidez pas à le commencer », l’utilisation du produit informatique doit être une démarche volontaire.

## Les enjeux
Le Système d'Information Hospitalier couvre l'ensemble des informations utilisées dans un établissement de santé. La performance d’un système d’information dépend de multiples facteurs. Un de ceux-ci est le facteur humain. Celui-ci va percevoir plus ou moins les enjeux d’une mise en commun d’informations vers un même objectif : une réponse adaptée, sécurisée à la demande de soins de la population dans un contexte économique tournée dorénavant vers l’efficience.
Le SIH doit être conçu pour faciliter l’intégration en temps réel des informations entre l’opérationnel et le décisionnel. Le SIH peut regrouper plusieurs fonctions nécessaires à la gestion des plannings, à la gestion de la paye, la facturation, le suivi budgétaire, le relevé d’activités médicales, la communication (internet, intranet, protocoles, messagerie, forum, bon de commande, etc.). La tendance actuelle  se tourne vers l’extérieur de l’hôpital : le développement de réseaux de  santé, le Dossier médical personnel, la télémédecine et pourquoi pas le  pilotage chirurgical d’un robot à distance.
L’objectif du SIH est de permettre le suivi du déploiement ou l’état d’avancement d’une  politique et d’en évaluer la pertinence dans le cadre d'une démarche qualité. La production de tableaux de bord permet de regrouper et synthétiser les indicateurs pour les présenter de façon exploitable par l’encadrement et faciliter la prise de décision.
La mise en place d’un SIH performant demande une véritable politique d’information hospitalière menée par une direction du système d’information et de l’organisation depuis la circulaire de 1982 (DSIO). Elle doit être à long terme évolutive et réaliste, car en informatique la mutation est permanente, il faut concilier opportunisme et vision à long terme. Les solutions techniques sont une chose mais le plus important est de mettre en place un réel management.
La DGOS (direction générale de l'Offre de soins) entame depuis 2012 un véritable plan stratégique afin de développer et moderniser les systèmes d'information des hôpitaux. Ce plan est appelé "stratégie hôpital numérique".

## L'urbanisation du SIH
L'urbanisation du système d'information permet, entre autres, de décrire le système d'information de façon complète, générique et fournit une articulation judicieuse des couches (aussi appelées systèmes) métier, fonctionnelle, applicative et technique (cf. métamodèle d'urbanisme).
En 2006, le Groupement pour la Modernisation du Système d'Information Hospitalier (GMSIH) a publié une étude sur l'urbanisation du SIH. Cette étude fournit une méthodologie, des exemples et des outils pratiques pour appliquer une démarche d'urbanisation du SIH. En France, cette étude constitue la référence principale sur l'urbanisation du SIH. Les projets d'évolution de ces travaux ont été abandonnés. Dépassant le cadre de l'urbanisation, souvent vu comme un projet d'intégration technique ou technologique, il introduisait le concept d'architecture d'entreprise, ayant fait ses preuves dans d'autres domaines d'activité.

### Couche métier
Au niveau de description le plus général, l'architecture métier du SIH est décrite en 3 grandes séries de processus : 
- les processus métier, sous-entendu les processus de prise en charge du patient
- les processus associés, essentiellement processus de supervision (pilotage) et de contrepartie (financement)
- les processus support, chargés de gérer et mettre à disposition des processus métier les ressources nécessaire à leurs activités. Il s'agit notamment des processus achats, logistiques, de gestion de l'information et de la connaissance.

### Couche fonctionnelle
Au niveau le plus général, selon l'étude du GMSIH déjà citée, les grands ensembles fonctionnels fréquemment identifiés dans les SIH sont :
- Pilotage et supervision, facturation et contrepartie
- Gestion de venue
- Production clinique et médicotechnique
- Gestion partagée des informations du patient
- Partage de la connaissance
- Partage des informations de vigilance
- Planification des rendez-vous
- Gestion des ressources
- Fonctions liées à l'administration de l'information de production de soins (administration des informations du patient, de la connaissance, vigilances, annuaires)
- Un certain nombre de fonctions et services techniques (gestion des flux, gestion des services de sécurité, etc.)

### Couche applicative
La couche applicative implémente dans des applications informatiques les fonctions nécessaires à la réalisation des activités métier. Chaque SIH particulier dispose de sa propre carte applicative, reflétant l'état des applications déployées dans l'établissement. Il est assez délicat de décrire de grand type d'architecture applicative mise en œuvre dans les établissements de santé français, tant la diversité de l'offre et de choix des établissements produit des SIH forts différents et très hétérogènes entre eux.

#### Le dossier patient Informatisé
Le SIH se doit de reposer sur une gestion commune du Dossier Patient Informatisé unique, au cœur du système, autour duquel gravitent toutes les applications, qui, outre la prise en charge médicale du patient, contribuent ainsi à alimenter les outils d’aide à la décision. 
On place ainsi concrètement, et pas uniquement dans les discours, le patient au centre du fonctionnement. 

Les besoins que fait naître la T2A pour les différents acteurs, qu’ils soient médecins, directeurs de pôles ou non, Département d’Information Médicale (DIM), Direction des Affaires Financières (DAF) ou directeurs généraux, conduisent à une conception souple et évolutive du dossier patient. Le dossier correspond à la somme des informations concernant un patient donné, produites par tous les acteurs de soins.

Avec l’informatisation de la production de soins et des diverses étapes de la formation des coûts d’un séjour, induites par la T2A, le dossier patient apparaît davantage comme l’organisation de vues, en fonction des métiers ou des besoins, des différents aspects de la prise en charge d’un patient.

### Couche technique
La couche technique du SIH n'est pas spécifique au secteur de la santé, à l'exception notable des équipements bio-médicaux (imagerie médicale, centrales de surveillance par exemple). Elle est composée  :
- D'un réseau local informatique (typiquement un réseau Ethernet TCP/IP, topologie en étoile) :
  - Des câbles (fils cuivrés pour les courtes distances, fibres optiques pour les distances supérieures à 100 m.) ou de la radio (réseau Wi-Fi, ou GPRS UMTS et 3G pour les grandes distances)
  - Des éléments actifs, dits concentrateurs et répartiteurs (hub et switches)
  - Des serveurs, groupés (et de plus en plus virtualisés) dans une salle machine avec de 1 à des dizaines de serveurs, assurant la gestion du réseau et faisant fonctionner les applications
  - Des postes de travail : des ordinateurs individuels, type PC (plus rarement des MacIntosh), des consoles (terminaux passifs), des terminaux mobiles (smartphones, tablettes tactiles, etc.)
- De connexions à un ou des réseaux extérieurs
  - Par le réseau Internet
  - Par ligne RTC, Transpac, Numeris, notamment pour se connecter aux organismes publics comme les Caisses Primaires d'Assurance Maladie.
  - Par des liaisons louées pour relier des sites distants (hôpitaux multisites par VPN, par exemple)
- D'un système de téléphonie complet
  - Réseau téléphonique privé, plus ou moins sophistiqué
  - Connexion au réseau téléphonique public
  - Téléphonie IP

## Le facteur humain dans les SIH
Jean-Marc Tourreilles, évoque la question des Hommes détenteurs de l’information.
Il n’y a pas d’information s’il n’y a pas d’informateurs… Même s’il convient d’affirmer que le système d’information est centré sur le patient, il doit surtout l’être sur l’utilisateur informatique.
C’est l’utilisateur informatique « qui est le vrai acteur du système d’information et de sa capacité à utiliser plus ou moins bien l’outil à sa disposition dépend la performance globale du système  ». De lui ne dépend pas seulement la sécurité, le confort et la qualité des soins données aux patients mais aussi l’ensemble du fonctionnement de l’hôpital et des moyens qui lui sont alloués.
L’hôpital est une entité hétérogène, les professionnels d’horizons variés, avec des niveaux de formation contrastés, travaillent dans des services cloisonnés. L’esprit d’entreprise reliant les individus y est plutôt faible.
Il s’agit d’instaurer le partage des données, afin que les informations le concernant puissent suivre son parcours, au fil du temps et des lieux de prise en charge. Le changement culturel consiste en l’adoption d’une culture du partage des informations. 
La disponibilité des données et leur interopérabilité doivent permettre de construire différents indicateurs, utilisés par différents types d’acteurs : DIM, DAF, chef d’établissement, chef de pôle, etc.).

## La problématique de l'intégration dans les SIH
La problématique d'intégration  revêt un caractère particulièrement complexe dans les SIH pour des raisons liées aux nombreuses spécificités du secteur de la santé (spécialisation de l'offre, diversité et complexité des processus métier, importance des spécificités nationales, etc.). Au niveau international, le cadre technique de référence IHE est une initiative majeure pour améliorer l'interopérabilité dans les SIH (l'interopérabilité étant un des moyens privilégiés pour améliorer l'intégration des différents systèmes). IHE fait appel de façon importante, mais pas exclusive, aux normes issues d'HL7. La démarche IHE est très active en France, animée en particulier par le Groupement pour la Modernisation du Système d'Information Hospitalier (GMSIH).

## LeProgramme de médicalisation des systèmes d'information(France)
Le PMSI, Programme de Médicalisation du Système d’Information, est un outil médico-économique d’analyse de l’activité des établissements de soins. Inspiré des Diagnosis related group, il se veut le fondement d’une analyse médicalisée des budgets hospitaliers français en permettant d’établir un lien entre des caractéristiques relatives à chaque patient et le coût de la prise en charge dont celui-ci bénéficie. Il est décrit de fait comme l’outil de réduction des inégalités de ressources entre établissement de santé, entre départements et entre régions, conformément aux objectifs des ordonnances du 24 avril 1996.
La loi du 18 décembre 2003 a permis son entrée en application dès 2004 pour les secteurs MCO (Médecine, Chirurgie et Obstétrique). Initialement une montée en charge de 10 % à 100 % du financement était prévue entre 2004 et 2012. Le développement a pris de l’avance : en 2008 tous les établissements publics et privés sont financés à 100 % en fonction de l’activité produite. Les séjours déclarés par les équipes de soins donnent lieu à une facturation basée sur une liste de tarifs nationaux. Cette liste évolutive se veut détaillée pour tenir compte de la plus grande diversité des pathologies traitées.

## Réglementation applicable

### En France
- Le traitement automatisé des informations est réglementé par la loi relative à l'informatique, aux fichiers et aux libertés du 6 janvier 1978 de la Commission nationale de l'informatique et des libertés (CNIL), «  L’informatique ne doit porter atteinte, ni à l’identité humaine, ni aux droits de l’Homme, ni à la vie privée, ni aux libertés individuelles ». Cette loi impose, notamment, que chaque traitement automatisé fasse l'objet d'une déclaration auprès de la CNIL.

## Histoire et réformes des SIH en France
L’évolution de l’hôpital s’est effectuée très rapidement, 20 années seulement séparant la fin de « l’hôpital hospice », en 1941, de « l’hôpital excellence ». Cette modernisation a été si importante et si rapide que l’on qualifie souvent cette époque d'« hospitalo-centrisme ».
Cet élan a été ralenti par la nécessité de contrôler la progression des dépenses de santé et la mise en place de politiques d’encadrement de la dépense. Ci-après, ces réformes ainsi que quelques grandes dates de la refonte du système hospitalier français sont détaillées. Sont plus particulièrement décrites les mesures ayant un impact sur le système d’information hospitalier. 
- 1982 :

Création du Programme de médicalisation des systèmes d'information (PMSI).
Lors de l’instauration du budget global, il est apparu important pour les acteurs du système de santé de s’appuyer sur un système d'information fiable, permettant d’évaluer l’activité hospitalière, d’en suivre l’évolution, de rendre disponible cette information au sein de l’hôpital et pour la tutelle de médicaliser l’information hospitalière en intégrant les pathologies et leur traitement.
- 1989 :

Circulaire 275 du 6 janvier 1989] relative à l’informatisation des hôpitaux publics
- 1991 :

Obligation pour l’Hôpital d’avoir un projet d’établissement, le schéma directeur.
Création de 3 instances :
- Commission du service Soins Infirmier CSSI
- Conseil de service
- droit expression direct et collective (médecins)
Lois Claude Évin : première phase de la nouvelle gouvernance.
Circulaire DH/5A/91 n°23 du 19 avril 1991 relative aux systèmes d'information et à l’informatique hospitalière
- 1994 :

À la suite de l’arrêté du 20 septembre 1994 relatif au recueil et au traitement des données d’activités médicales et des coûts, visées à l’article L710.5 au code de la santé publique, par les établissements de santé publics et privés vises aux articles L 715.5,L.714.1, un système d’information médicale et une analyse de l’activité des établissements de santé sont créés.
- À partir de 2005, introduction de la Tarification à l'activité (T2A)

Jean-Marc Tourreilles, directeur d’hôpital, estime que la T2A donne une impulsion nouvelle au nécessaire échange d’informations entre les différents acteurs de la prise en charge, au sein d’un établissement. Contrairement à la logique du budget global, celle de la T2A favorise la collaboration entre tous les hospitaliers, elle dynamise ainsi la notion d’établissement et de stratégie d’établissement. La coopération entre tous les professionnels de santé se trouve également stimulée, au service du patient. 
De même, la réforme du mode de financement oblige à une informatisation de l’ensemble des secteurs de prise en charge, tant administratifs, médico-techniques que médicaux, afin d’aboutir à l’informatisation des processus pour dégager une comptabilité analytique médicalisée. En ce sens, la T2A constitue un accélérateur de l’informatisation de la production de soins.
Enfin, la réforme du mode de fonctionnement des établissements de santé met en évidence qu’une bonne gestion médico-économique passe par un SIH robuste et efficient.